# Victor Aronstein

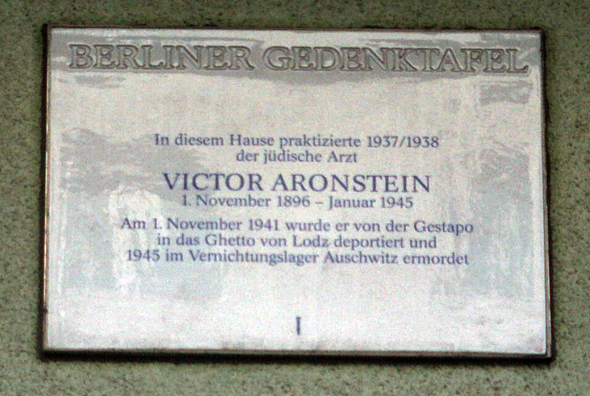
Gedenktafel für Victor Aronstein in Berlin-Alt-Hohenschönhausen

Victor Aronstein (* 1. November 1896 in Margonin; † 13. Januar 1945 wahrscheinlich im KZ Auschwitz-Birkenau) war ein deutscher Arzt jüdischer Herkunft. Lokale Bekanntheit erlangte er im Berliner Ortsteil Alt-Hohenschönhausen, wo er fünf Jahre lang eine Praxis führte, bevor diese aufgeben musste. Aronstein wurde 1941 ins Ghetto Litzmannstadt (heute Łódź) deportiert und Ende 1944 wahrscheinlich nach Auschwitz verschleppt. Nach Aussage eines namentlich nicht bekannten Mithäftlings wurde Aronstein dort ermordet, zwei Wochen vor der Befreiung des Lagers durch die Rote Armee.

## Leben

### Kindheit und Jugend
Victor Aronstein wurde am 1. November 1896 als jüngstes von drei Kindern in Margonin, einer Stadt in der heutigen Woiwodschaft Großpolen geboren. Seine Eltern waren Jacob und Henriette Aronstein, geb. Cohn. Der Vater betrieb um den Zeitpunkt seiner Geburt eine Brauerei im Ort, der neben der Tuchmacherei von diesem Gewerbe geprägt war. Der Niedergang der alten feudalen Produktionsformen sorgte allerdings für einen wirtschaftlichen Niedergang, mit der Folge, dass vor allem viele deutsche und jüdische Familien den Ort verließen und in Berlin ihr Glück versuchten. Auch die Familie Aronstein gehörte zu ihnen.
Ab 1904 lebten die Aronsteins im Osten Berlins, der ab 1920 den Bezirk Friedrichshain bildete. Victor besuchte seit dem Umzug nach Berlin das Köllnische Gymnasium, bis er sich im Oktober 1915 wenige Monate vor seiner Reifeprüfung für den Kriegsdienst meldete. Bis zu seiner Entlassung im Februar 1919 erlangte er unter anderem das Eiserne Kreuz II. Klasse sowie das Verwundetenabzeichen. Die 1917 zugezogene Verwundung ermöglichte es ihm außerdem, in Berlin zu bleiben und die Kriegsreifeprüfung abzulegen. Nach dieser ließ er sich kurz vor seiner Entlassung an der medizinischen Fakultät der Friedrich-Wilhelm-Universität immatrikulieren.
Am 12. Februar 1918 starb Aronsteins Mutter. Kurze Zeit später zog die Familie ein letztes Mal innerhalb Berlins um und ließ sich in der Marsiliusstraße nieder. Die Straße war damals wie das umliegende Viertel stark jüdisch geprägt. Nach dem Tod des Vaters am 21. November 1927 war Victor Aronstein der Hauptmieter der Wohnung.

### Studium und die ersten Berufsjahre
Nach der Entlassung aus dem Heer widmete sich Aronstein weiter seinem Studium. Neben dem Besuch der einzelnen Vorlesungen war er auch als Schüler des Städtischen Krankenhauses am Urban tätig. Die Frühjahr- und Sommermonate 1922 verbrachte er an der Ruprecht-Karls-Universität zu Heidelberg, wo er ebenfalls an Vorlesungen teilnahm und praktische Arbeit verrichtete. Hier wurde ihm unter anderem auch die Fähigkeit, Entbindungen vorzunehmen, bescheinigt.
Ab Oktober 1922 war Aronstein wieder an der Charité, wo er sein Medizinstudium fortsetzte und dabei auch Kontakt zu international anerkannten Professoren wie Karl Bonhoeffer, Adalbert Czerny und Friedrich Kraus hatte. Um seine Approbation und später seinen Doktortitel zu erhalten, absolvierte er vom 1. Juli 1925 bis zum 10. August 1926 sein Praktikum am Jüdischen Krankenhaus im Gesundbrunnen. Am 17. August 1926 erhielt er schließlich die Approbation als Arzt; am 28. April 1927 wurde er nach Anfertigung einer Dissertationsschrift zum Thema „Ueber die sogenannte Myositis ossificans progressiva“ zum Dr. med. promoviert. Am 21. November des gleichen Jahres starb sein Vater.
Seine eigentliche Laufbahn als Mediziner begann Aronstein am 28. März 1928 als Assistenzarzt im Park-Sanatorium in Birkenwerder nördlich von Berlin. Er leitete dabei zunächst zwei Stationen mit bis zu 70 Betten, bevor er am 1. März 1930 zum Oberarzt, und damit zum Verantwortlichen für rund 300 Patienten ernannt wurde. Am 30. Juni 1931 verließ Aronstein das Krankenhauswesen, um sich in Berlin als Facharzt für innere Krankheiten niederzulassen. Im Herbst desselben Jahres eröffnete in der Marsiliusstraße 16, wo sich immer noch sein Wohnsitz befand, seine Praxis. Von seinen Patienten und Vertrauten wurde er bereits zu dieser Zeit als äußerst hilfsbereit beschrieben.

### Hohenschönhauser Jahre
Anfang Februar 1933 zog Aronstein nach Hohenschönhausen in die Bahnhofstraße 1 um, wo er ebenfalls wieder seine Praxis für Innere Krankheiten eröffnete. Am 30. Januar 1933 wurde Hitler zum Reichskanzler ernannt. Jüdische Geschäfte wurden boykottiert; auch Anwaltskanzleien und Arztpraxen hatten wirtschaftliche Verluste. Aronstein fühlte sich von der Hetzaktion nicht gefährdet, da er davon überzeugt war, er sei als Kriegsteilnehmer durch das so genannte Frontkämpferprivileg geschützt.
Um 1935 wechselte der jüdische Arzt in die angrenzende Berliner Straße 126. Abgesehen von der geringfügig besseren Lage an der Hohenschönhauser Hauptverkehrsstraße änderte sich jedoch vorerst nichts. Aronstein gewann in dieser Zeit das Vertrauen der Leute, für einen Juden in dieser Zeit eine nicht selbstverständliche Leistung. Er wird als Arzt beschrieben, der Tag und Nacht für seine Patienten da war.
Nach kurzer Zeit wies der jüdische Arzt die größte Praxis im Ortsteil auf. Zu seinen Stammpatienten gehörten dabei auch Nationalsozialisten, die jedoch heimlich kamen.  Die zuständige Ortsgruppenstelle der NSDAP veranlasste jedoch den Vermieter, ihm die Wohnung samt Praxis zum 31. Dezember 1936 zu kündigen.
Nach anfänglichen Schwierigkeiten gelang es Aronstein über einen seiner Patienten eine neue Praxis in der Werneuchener Straße 3 zu finden; der Bruder jener Patientin erklärte sich bereit, Raum für den jüdischen Arzt freizumachen und selbst umzuziehen. Aronstein behielt seine Sprechstundenhilfe Lotte Korn, welche ihm – dienstlich wie auch privat – sehr nah stand.
Ab 1938 wurde seine Existenz zunehmend unsicherer. Bereits vor den Novemberpogromen musste sich der Arzt mehrmals im Haus verborgen halten. Zum Glück standen alle Hausbewohner zu ihm und er konnte rechtzeitig gewarnt werden. Nachbarn unterstützten ihn mit Nahrungsmitteln und Medikamenten.
Die Vierte Verordnung zum Reichsbürgergesetz entzog jüdischen Ärzten mit Wirkung zum Ende September 1938 die Approbation. Aronstein musste seine Praxis aufgeben.
Anfang 1939 zog er ein weiteres Mal um, diesmal zu seinem Schwager in die Zimmerstraße in Kreuzberg. Obwohl zunächst geplant war, dass die gesamte Familie, d. h. Aronstein als auch seine beiden Schwestern samt ihren Familien emigriert, musste der Arzt zunächst mit seinen finanziellen Mitteln aushelfen, damit zumindest die Familien seiner beiden Schwestern das Land in Richtung USA beziehungsweise Chile verlassen konnten.
Aronstein wollte ihnen noch im selben Jahr folgen. Bereits im September erhielt er aus der chilenischen Hauptstadt Santiago die Erlaubnis zur Einreise. Die 
Reichsfluchtsteuer sowie die Judenbuße, welche sich nach seinem bisherigen Einkommen und Vermögen richteten, konnte er nur zum Teil aufbringen; dies verhinderte seine Emigration. Die Möglichkeit, den bereits bezahlten Teilbetrag der Reichsfluchtsteuer zurückerstattet zu bekommen, gab es nicht. Die Alternative, in die Vereinigten USA auszuwandern, bot sich nicht; denn dort bestand eine lange Warteliste für Einwanderer aus Deutschland.
Die letzten beiden Jahre tauchte der jüdische Arzt bei Bekannten oder ehemaligen Patienten unter und übte dort, sofern es die Situation erlaubte, gelegentlich seinen Beruf aus. Bei Razzien durch die Polizei oder die Gestapo wurde er vorher gewarnt und versteckte sich.

### Die letzten Jahre im Ghetto Litzmannstadt
Ab dem 1. Oktober 1941 begann in Berlin die Deportation jüdischer Mitbürger in die Ghettos und Vernichtungslager. Obwohl Aronstein um diesen Zeitpunkt herum bereits wusste, dass er deportiert werden sollte, lehnte er jegliches Angebot zur Flucht ins Ausland ab. Zum einen wollte er seine Freunde, die ihm dabei helfen würden, nicht unnötig gefährden. Zum anderen erhoffte er sich, am Deportationsort weiter als Arzt praktizieren zu können. An seinem 45. Geburtstag am 1. November 1941 wurden Victor Aronstein und Lotte von der Gestapo abgeholt und zum Bahnhof Grunewald gebracht. Von hier aus gelangten an diesem Tag allein über 1000 Juden in das Ghetto Litzmannstadt. Auf der Liste der Eingesiedelten erschienen Victor und Lotte  schon als Ehepaar.
Über Aronsteins Zeit im Ghetto ist wenig bekannt. Er soll vor Ort Kontakt mit einem Soldaten der Wachmannschaft gehabt haben, der ihn noch aus seiner Zeit in Hohenschönhausen kannte. Über diesen gelang es ihm, Briefverkehr von und nach Berlin zu tätigen und kleine Päckchen zu erhalten. Seine Briefe waren verschlüsselt, wie es auch bei Frontbriefen oft der Fall war. Bis zuletzt hatte er die Hoffnung, das Ghetto zu überleben. Ironischerweise umschrieb er diese Hoffnung meist mit dem Wort „Endsieg“. Von seiner Frau Lotte Aronstein-Korn war seit 1944 jedoch kein Lebenszeichen mehr vorhanden.
Mit der herannahenden Roten Armee wurde das Ghetto ab Mitte 1944 aufgelöst. Die meisten der über 160.000 Insassen wurden nach Auschwitz gebracht, dort oft als „arbeitsunfähig“ gemustert und unmittelbar zur Vergasung geschickt. Nur wenige, darunter auch Aronstein, konnten dem vorzeitigen Tod entrinnen und wurden noch als Arbeitskräfte im Lager eingesetzt. Seine Gesundheit ging in den letzten Monaten rapide bergab. Ein Überlebender, der Aronstein von Litzmannstadt nach Auschwitz begleitet hatte, berichtete im Nachhinein, dass der Arzt an einer Lungen-TBC erkrankte und zwei Wochen vor der Befreiung durch die Rote Armee, also vermutlich am 13. Januar 1945, getötet wurde.

## Gedenken

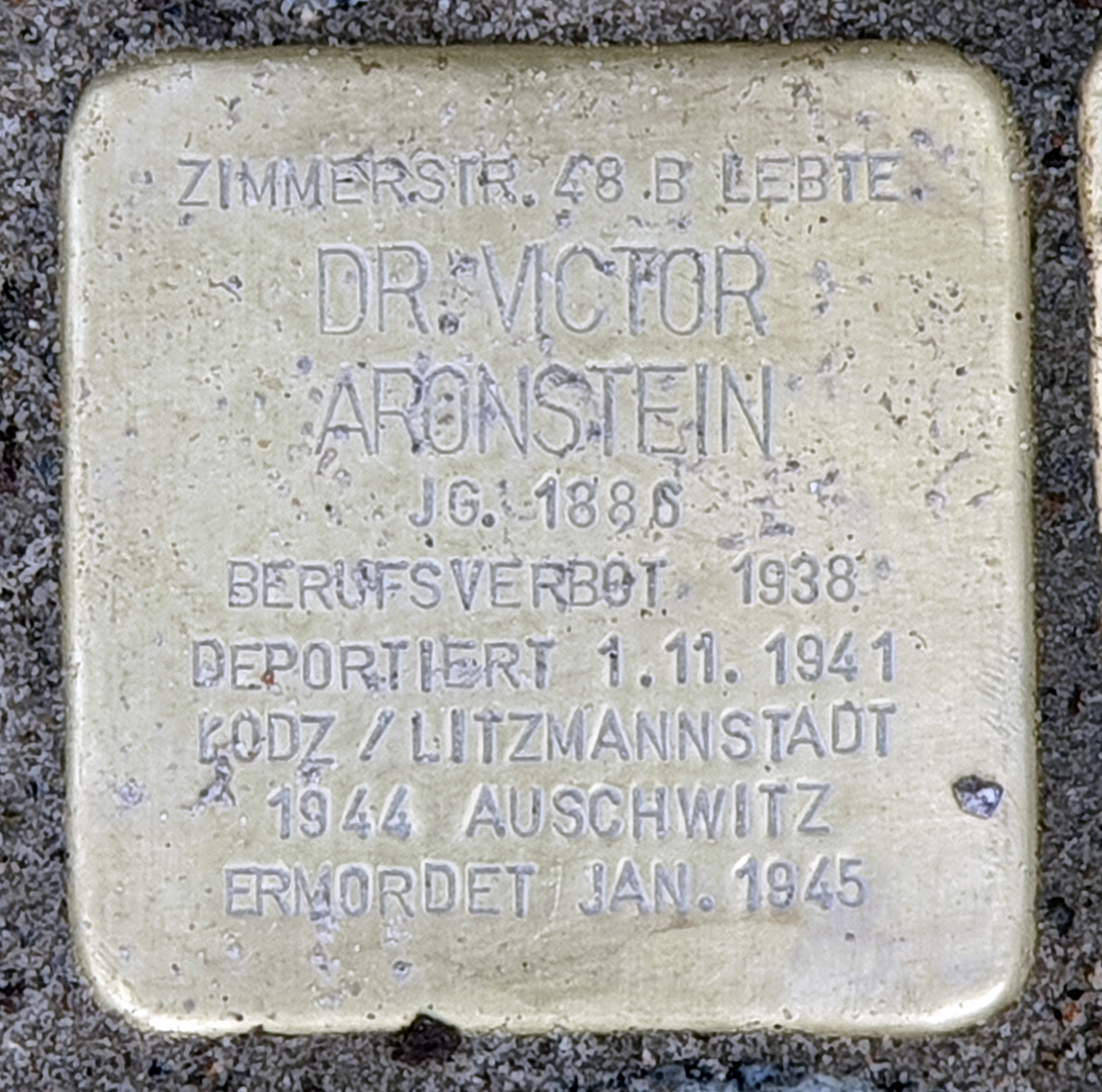
Stolperstein am Haus, Zimmerstraße 48B, in Berlin-Mitte

Es existieren keine Grabstätten von Victor Aronstein und seiner Frau Lotte Aronstein-Korn. Dennoch blieb sein Name, zunächst durch Angehörige, später durch zahlreiche Gedenken in Erinnerung.
Bereits ab 1960 erinnerte eine Gedenktafel an der Werneuchener Straße 3 an den Arzt. Diese wurde 1987 und ein weiteres Mal 1996 zu seinem 100. Geburtstag ersetzt. Die letzte kam bei der Sanierung des Hauses abhanden und wurde 1999 durch eine neue Gedenktafel ersetzt. Die Inschrift dieser vierten Tafel lautet:
BERLINER GEDENKTAFEL

In diesem Haus praktizierte 1937/1938

der jüdische Arzt

VICTOR ARONSTEIN

1. November 1896 – Januar 1945

Am 1. November 1941 wurde er von der Gestapo

in das Ghetto von Łódź deportiert und

1945 im Vernichtungslager Auschwitz ermordet
Neben dieser Gedenktafel trug der Jugendklub in der Schöneicher Straße in Alt-Hohenschönhausen bis zur politischen Wende 1989/90 seinen Namen. Des Weiteren sind zahlreiche persönliche Gegenstände Aronsteins im Heimatmuseum untergebracht, die meisten von ihnen waren zuvor im Besitz seiner Angehörigen.
Seit Dezember 1995 ist Victor Aronstein bei der jüdischen Gedenkstätte Yad Vashem zur Registrierung angemeldet.
In Berlin-Hohenschönhausen trägt ein Seniorenheim seinen Namen.
Am 26. Februar 2020 wurde vor seinem ehemaligen Wohnort, Berlin-Mitte, Zimmerstraße 48B, ein Stolperstein verlegt. Für Lotte Korn liegt seit dem 14. Dezember 2015 ein Stolperstein vor dem Haus Königin-Luise-Straße 83 in Dahlem.
Das von der Volkssolidarität betriebene Paritätische Seniorenwohnheim in der Liebenwalder Straße 54 in Hohenschönhausen trägt den Namen PSW Dr. Victor Aronstein.